# Isabella Banks
Isabella Banks (Mánchester, 25 de marzo de 1821-Dalston, 4 de mayo de 1897), también conocida como Sra. G. Linnaeus Banks, fue una novelista y poeta británica, autora de The Manchester Man, publicado en 1876.

## Biografía
Nació el 25 de marzo de 1821 sobre la farmacia de su padre en el número 10 de Oldham Street, en el área ahora conocida como el Barrio Norte de Mánchester. Desarrolló un gran interés por la historia de Mánchester y su desarrollo político. Tanto su padre James, como su madre Amelia, participaron activamente en la política mucho antes del período en el que la ciudad de Mánchester tenía sus propios representantes parlamentarios; su padre ocupó varios puestos cívicos oficiales en su vida como concejal y magistrado de la ciudad. El otro interés de Isabella era escribir; su estilo se notó por primera vez cuando The Manchester Guardian publicó su poema Una niña moribunda para su madre en 1837. Su primera colección de poesía, Ivy Leaves, se publicó en 1844.

## Carrera como escritora
Se casó con George Banks en 1846, después de lo cual, al estilo de la época, publicó principalmente bajo el nombre de Mrs. G. Linnaeus Banks, aunque a veces escribía con su apellido de soltera, Isabella Varley. Tuvo ocho hijos (aunque solo tres sobrevivieron hasta la edad adulta). Su esposo George era periodista y editor que trabajó en varios lugares del Reino Unido.
A principios de la década de 1860, murió su hija mayor (entonces tenía 14 años), y se cree que su sensación de pérdida la inspiró a escribir su primera novela, La casa de la providencia de Dios: la famosa historia del viejo Chester, que presentaba una apasionante historia de amor. y aventura ambientada en los días de los salteadores de caminos y la plaga en el área de Chester en Cheshire, en la que un personaje vivía en Watergate Street con "La providencia de Dios es herencia mía" escrito en la viga de la fachada, siendo una de las pocas casas que no sufrió la plaga. En 1865 fue coautora con su marido de Daisies in the Grass: una colección de canciones y poemas. La realización de William Edwards o La historia del puente de la belleza también fue un esfuerzo conjunto. Sus muchas obras literarias incluyen La hija del relojero y otros cuentos, Prohibido casarse (dos volúmenes), Más que coronas (1881), El secretario de Caleb Booth: Una historia de Lancashire (1878), Gloria: Una historia de Wiltshire, Sybilla y otras historias (1885) ), Miss Pringle's Pearls, and Bond Slaves: la historia de la lucha (1893), una novela social sobre los luditas en el norte de Inglaterra. Algunas de estas obras pasaron por muchas ediciones, reapareciendo varias veces durante el siglo XX.

### El hombre de Manchester
La novela de Banks The Manchester Man se publicó por primera vez en Cassell's Magazine entre enero y noviembre de 1874, antes de publicarse en tres volúmenes en 1876. El libro se convirtió en su logro más duradero y se considera una novela social e histórica importante, que traza el ascenso de Jabez Clegg, el epónimo "Manchester Man", desde la época de las guerras napoleónicas hasta la primera Ley de Reforma. Sus fortunas personales, desde el casi trágico arrebatamiento de su cuna del río Irk, crean una historia de romance y melodrama, su vida de aprendiz a maestro y de pobreza a riqueza, reflejando el crecimiento y la prosperidad de la ciudad. Esto se logra en un entorno político-histórico, con vívidos relatos de la Masacre de Peterloo de 1819 y los disturbios de Corn-Law (la Liga contra la Ley de Cereales se formó en Mánchester en 1838). En 1896, el año anterior a su muerte, se publicó una edición ilustrada de The Manchester Man con cuarenta y seis láminas y tres mapas.
El libro todavía se lee en todo el mundo (después de la reedición en 1991 y nuevamente en 1998). Una cita de la novela ('La mutabilidad es el epitafio de los mundos / El cambio solo es inmutable / La gente abandona la historia de una vida como de una tierra aunque su trabajo o su influencia permanezcan') forma el epitafio en la lápida de Tony Wilson., uno de los fundadores de Factory Records en Mánchester.
Anthony Trollope admiraba enormemente la contribución de Isabella Banks a la literatura, y se dice que observó que su "recompensa en la vida literaria no había alcanzado [sus] merecimientos". Poco después, una organización benéfica en la que Trollope participó, el Royal Literary Fund, proporcionó a Isabella 355 libras esterlinas.

## Intereses políticos
Participó en la campaña por los derechos de las mujeres, dando conferencias sobre La mujer, como era, como es y como puede ser. Fue miembro del Comité de Damas de la Anti-Corn Law League desde 1842.

## Muerte
Banks murió el 4 de mayo de 1897 en su casa de Londres. Fue enterrada en Little Elm Walk en el cementerio de Abney Park, Stoke Newington, cerca de Londres, con su esposo, que había muerto en 1881. En 2015, fue honrada con una calle que lleva su nombre dentro del desarrollo First Street de Mánchester.